# Lough Allen
Der Lough Allen (irisch Loch Aillionn) ist ein See in der Republik Irland, der sich im Verlauf des Shannon befindet. 
Er ist neben dem Lough Derg und dem Lough Ree einer der drei und zugleich der nördlichst gelegene der großen Seen, die der Shannon auf seinem Weg durch Irland bildet und speist. Der Lough Allen liegt zentral im nördlichen Teil der „Grünen Insel“. Der Großteil der Fläche des Sees gehört zum County Leitrim, ein kleiner Teil ist im County Roscommon gelegen. Der See liegt südlich der Quelle des Shannon und verläuft in nord-südlicher Richtung. Im Westen des Sees verläuft die Straße R280, im Osten ist der Lough Allen über die R207 erreichbar. Nördlich des Sees liegt die R200.